# Individuell fälttävlan i ridsport vid olympiska sommarspelen 1980
Individuell fälttävlan i ridsport vid olympiska sommarspelen 1980 var en av sex ridsportgrenar som avgjordes under de olympiska sommarspelen 1980. 

## Medaljörer
| Event        | Guld                   | Silver                         | Brons                        |
| Individuellt | Federico Roman Italien | Aleksandr Blinov Sovjetunionen | Jurij Salnikov Sovjetunionen |

## Resultat
| Placering | Ryttare                     | Nation        | Poäng   |
| 1         | Federico Roman              | Italien       | -108,60 |
| 2         | Aleksandr Blinov            | Sovjetunionen | -120,80 |
| 3         | Jurij Salnikov              | Sovjetunionen | -151,60 |
| 4         | Valerij Volkov              | Sovjetunionen | -184,60 |
| 5         | Tsvetan Dontjev             | Bulgarien     | -185,80 |
| 6         | Mirosław Szłapka            | Polen         | -241,80 |
| 7         | Anna Casagrande             | Italien       | -266,20 |
| 8         | Mauro Roman                 | Italien       | -281,40 |
| 9         | Marina Sciocchetti          | Italien       | -308,40 |
| 10        | Manuel Mendívil             | Mexiko        | -319,75 |
| 11        | Sergej Rogozjin             | Sovjetunionen | -338,80 |
| 12        | David Bárcena               | Mexiko        | -362,50 |
| 13        | Jacek Wierzchowiecki        | Polen         | -411,80 |
| 14        | László Cseresnyés           | Ungern        | -436,20 |
| 15        | José Luis Pérez Soto        | Mexiko        | -490,60 |
| 16        | István Grózner              | Ungern        | -498,60 |
| 17        | Zoltán Horváth              | Ungern        | -668,60 |
| -         | Dimo Christov               | Bulgarien     | DNF     |
| -         | Stanisław Jasiński          | Polen         | DNF     |
| -         | Dzjenko Sabev               | Bulgarien     | DNF     |
| -         | Fabián Vázquez              | Mexiko        | DNF     |
| -         | Mihály Oláh                 | Ungern        | DNF     |
| -         | Trifon Datsinski            | Bulgarien     | DNF     |
| -         | Muhammad Khan               | Indien        | DNF     |
| -         | Darya Singh                 | Indien        | DNF     |
| -         | Jitendarjit Singh Ahluwalia | Indien        | DNF     |
| -         | Jacek Daniluk               | Polen         | DNF     |
| -         | Hussain Khan                | Indien        | DNF     |